# Xian de Hengyang
Le xian de Hengyang (衡阳县 ; pinyin : Héngyáng Xiàn) est un district administratif de la province du Hunan en Chine. Il est placé sous la juridiction de la ville-préfecture de Hengyang.

## Démographie
La population du district était de 1 156 707 habitants en 1999.